# David Jones (cầu thủ bóng đá, sinh 1984)
David Frank Llwyd Jones (sinh ngày 4 tháng 11 năm 1984) là một là cựu cầu thủ bóng đá chuyên nghiệp người Anh. Ông hiện là huấn luyện viên của câu lạc bộ xứ Wales Wrexham.

## Danh hiệu
Wolverhampton Wanderers
- Football League Championship: 2008–09

Cá nhân
- Cầu thủ xuất sắc nhất năm của đội dự bị Denzil Haroun: 2003–04 [3]